# XXXXII. Armeekorps (Wehrmacht)
Das XXXXII. Armeekorps war ein Großverband der Wehrmacht im Zweiten Weltkrieg. Nach der Teilnahme am  Westfeldzug 1940 folgte von 1941 bis zum Kriegsende 1945 ein fortwährender Einsatz an der Ostfront. Zwischen Juni und August 1942 wurde das Korps auch als Gruppe Mattenklott bezeichnet, danach war das Kommando bis April 1943 zugleich Befehlshaber auf der Krim. Im Januar 1945 wurde das Korps infolge der sowjetischen Weichseloffensive zerschlagen.

## Geschichte
Das XXXXII. Armeekorps wurde am 29. Januar 1940 im Wehrkreis XIII (Nürnberg) aufgestellt, Erster Kommandierender wurde General der Pioniere Walter Kuntze.

### 1940
In der ersten Phase des Westfeldzuges diente das Kommando als Reserve der Heeresgruppe A und wurde Mitte Mai zusammen mit der der 2. Armee im Raum Sedan konzentriert, das Hauptquartier lag in Charleville-Mézières. In der zweiten Angriffsphase ab 9. Juni 1940 wurde das Kommando im Rahmen der 9. Armee an der Aisne eingesetzt, unterstellt waren die 50., 291. und 292. Infanterie-Division. Der Durchbruch der Weygand-Linie erfolgte über den Chemin des Dames auf Fère-en-Tardenois, danach wurden die französischen Truppen über Marne und Seine verfolgt. Am Tag des Waffenstillstandes war die Loire schon überschritten, die unterstellten Divisionen 25, 291 und 96. hatten den Raum nördlich von Bourges erreicht.
Nach dem Westfeldzug wurde das Korps der 16. Armee unterstellt und zur Sicherung der flandrischen Küste eingesetzt. Mitte Juli 1940 übernahm es den Küstenschutz zwischen der Schelde-Mündung und dem Cap Gris-Nez, unterstellt waren zunächst die 225. und 208. Infanterie-Division. Am 29. Juli 1940 wurde die 208. durch die die 45. Infanterie-Division, und im August die 164. Infanterie-Division neu zugeteilt. Die 16. Armee war für die Landung in Großbritannien vorgesehen, doch diese Invasion wurde abgesagt. Am 1. Oktober wurde das Hauptquartier in Ypern aufgeschlagen. Das benachbarte V. Armeekorps hatte die Küstenverteidigung an der Straße von Calais inne. Im Dezember 1940 wurden die Divisionen 45 und 296 dem XXIII. Armeekorps zugeteilt, während dem XXXXII. A.K. jetzt die Divisionen 225 und 267 zugeordnet waren.

### 1941
Von Ende April bis Anfang Juni 1941 war das noch an der Kanalküste sichernde Korps der neu formierten 15. Armee unterstellt, weil das AOK 16 nach Osten abgegangen war, zugeteilt waren dem Korps die 45., 95. und 96. Infanterie-Division.
Für das Unternehmen Barbarossa wurde das Generalkommando nach Osten verlegt und der Heeresgruppe Mitte zur Verfügung gestellt. Es beteiligte sich zunächst an der Kesselschlacht von Bialystok, bei der Abschnürung der westlichen Kesselfront waren die 87. Infanterie-Division (General Studnitz) unterstellt. Am 28. Juni wurde das Korps kurzfristig der 9. Armee zugeteilt, Teile der 87. Division besetzten zusammen mit der 23. Division (Generalmajor Hellmich) die Stadt Bialystok. Schon Ende Juni wurde das Generalkommando samt der 106. und 110. Infanterie-Division im Raum östlich von Mariampol als Reserve konzentriert. Das seit dem 22. Juli dem rückwärtigen Heeresgebiet der 18. Armee zugeführte Korps kämpfte mit der 61. und 217. Division um die Küste von Estland. Es eroberte bis zum 28. August Tallinn und bis Mitte Oktober die großen baltischen Inseln Moon, Ösel und Dagö. Zwischen September und Oktober 1941 unterstand das Korps der 18. Armee, im Raum Oranienbaum waren die 61. und 217. Infanterie-Division sowie die Gruppe Friedrich zugeteilt. Nachdem man zur Blockade von Leningrad übergegangen war, wurde das Kommando aus dem Baltikum abgezogen und zur Heeresgruppe Süd transferiert. Im Rahmen der 11. Armee nahm es unter General von Manstein an der Eroberung der Halbinsel Krim teil. Beim Vorstoß über Feodossija auf die Halbinsel Kertsch waren dem Kommando die 46., 73. und 170. Infanterie-Division unterstellt.
Im Zuge der Kertsch-Feodossijaer Operation landeten starke Teile der sowjetischen 44. Armee bei Feodossija, dadurch drohte dem XXXXII. Armeekorps die Abschneidung. Der am 29. Dezember errichtete Brückenkopf der 244. Schützendivision wurde durch die 46. Infanterie-Division abgeriegelt. Der Kommandierende General Sponeck befahl ohne Rücksprache mit seinem Vorgesetzten, die Räumung der Halbinsel Kertsch. Durch die schnelle Umsetzung des Befehls und den Abbau der Funkstellen machte er auch eine Rücknahme des Befehls durch das AOK 11 unmöglich. Am 31. Dezember wurde Sponeck wegen dieser Eigenmächtigkeit von seinem Kommando enthoben und später zum Tode verurteilt.

### 1942
Unter dem neuen Kommandeur General Mattenklott war das XXXXII. Korps maßgebend an dem Unternehmen Trappenjagd beteiligt. Zwischen Juni und August 1942 wurde das Korps als Gruppe Mattenklott (170. und 46. Infanterie-Division, Teile der 22. Panzer-Division) bezeichnet, ergänzt wurde der Angriffsverband durch das VII. rumänische Korps (Gen. Lt. Florea Mitrănescu) mit der rumänischen 19. und 10. Division sowie der rumänischen 8. Kavalleriebrigade. General von Manstein empfahl nach der Einnahme von Sewastopol, dass die freigewordene 11. Armee die Meerenge von Kertsch überqueren und in die Region Krasnodar vorrücken sollte, um von dort die Stadt Rostow einzunehmen. Hitler entschied anders, die Kräfte der 11. Armee wurden aufgeteilt: Das XXXXII. Armeekorps verblieb mit der 46. und 50. Infanterie-Division zur Sicherung auf der Krim. General Mattenklott fungierte von 29. August 1942 bis April 1943 gleichzeitig als Wehrmacht-Befehlshaber Krim. Unterstellt waren zunächst das rumänische Gebirgs-Korps (1. und 4. Gebirgs-Division) und die rumänische 8. Kavallerie-Division. Nach dem Übertritt der 46. und 170. Division auf die Taman-Halbinsel kam im Dezember 1942 die 5. Luftwaffendivision, die 153. Reserve-Division und die rumänische 10. Division auf die Krim. Ergänzt wurde der Angriffsverband durch das VII. rumänische Korps (Gen. Lt. Florea Mitrănescu) mit der 19. und 10. rumänischen Infanteriedivision sowie der 8. rumänischen Kavalleriebrigade.

### 1943
Für die gegen den Frontbogen bei Kursk geplante deutsche Sommeroffensive wurde das Generalkommando XXXXII. Ende April 1943 zur Armeeabteilung Kempf an den Mittelabschnitt der Ostfront verlegt. Während des Unternehmen Zitadelle (3. – 15. Juli) waren dem Korps im Raum östlich von Charkow die Divisionen 39, 161 und 282 zugeteilt. Nach dem Einsetzen der sowjetischen Gegenoffensive wurde Charkow unhaltbar. Das rechtzeitige Zurückweichen des XI. Armeekorps verhinderte einen vorzeitigen Durchbruch, doch Anfang August sah sich dieses in Charkow beidseitig überflügelt, das rechts eingesetzte XXXXII. Korps hatte seine Stellungen am Donez bereits zurückgenommen. Am 11. August wurde die vorletzte deutsche Stellung vor Charkow von sowjetischen Truppen eingerannt. Dem XXXXII. Korps waren an der Linie Woltschansk – Tschugujew – Smijew die 39., 161. und 282. Infanterie-Division unterstellt, auch die 6. Panzer-Division nahm an diesen Kämpfen teil. Bis zum 17. August konnte die Angriffe der sowjetischen 1. Panzerarmee und 6. Gardearmee noch abgeschlagen werden, am 22. August musste man Charkow endgültig geräumt werden. Nach dem allgemeinen Rückzugskämpfen zum Dnjepr hielt das XXIV. Panzerkorps bei Kanew die Verbindung zum XXXXII. Armeekorps aufrecht, welches den linken Flügel der 8. Armee bildete. Zwischen 12. und 30. November wurde das Generalkommando auch als Armeegruppe Mattenklott bezeichnet, im Verband der 4. Panzerarmee waren dabei die 88., 168. Infanterie- und die 25. Panzer-Division zugeordnet.

### 1944
Am 24. Januar 1944 griff die 2. Ukrainische Front aus östlicher Richtung nach Schpola an, die 1. Ukrainische Front folgte am 26. Januar 1944 in südwestlicher Richtung auf Swenigorodka. Sie erreichten den doppelten Durchbruch der deutschen Front. Ab 27. Januar gab es heftige deutsche Gegenangriffe gegen die Flanken der Roten Armee, die Vereinigung bei Swenigorodka war nicht aufzuhalten. Sechs deutsche Divisionen wurden im Kessel von Tscherkassy (Korsun) eingekesselt, die Gruppe Mattenklott war – mit der 72., 88. und 389. Infanterie-Division eingeschlossen. General der Artillerie Stemmermann, Kommandierender General des eingeschlossenen XI. Armeekorps, übernahm das Kommando im Kessel. Bis zum Ausbruch über den Gniloi Tikitsch im März 1944 wurde das Korps im Kessel großteils zerschlagen.
General Recknagel wurde im Wehrkreis XIII mit der Neuaufstellung des XXXXII. AK z. b. V. beauftragt, am 28. April 1944 wurde er mit der stellvertretenden Führung, am 15. Juni mit der Führung des neu aufgestellten Korps beauftragt. Bis zum September 1944 der 4. Panzerarmee bei der Heeresgruppe Nordukraine eingesetzt, hielt das Korps Verteidigungsstellungen im Raum Kowel. Danach musste das Korps auf das westliche Ufer der Weichsel gegenüber von Zawichost bis nördlich von Sandomierz zurückweichen, unterstellt waren neben der 17. Panzer-Division die 72., 88. und 291. Infanterie-Division, welche im Winter die neue Stellungen in Ostpolen hielten.

### 1945
Am 12. Januar 1945 wurde die Heeresgruppe A  durch die 1. Ukrainische Front aus den Weichsel-Brückenkopf von Baranów Sandomierski angegriffen. Der Abschnitt des XXXXVIII. Panzerkorps östlich von Pinschow wurde ebenso wie der eigene Abschnitt – 72., 88., 291. und 342. Infanterie-Division vollständig überrannt. Das zum Gegenstoß vorgezogene XXIV. Panzerkorps, wurde aber selbst sofort von den durchgebrochenen Panzerkeilen der sowjetischen 3. Gardepanzer- und 4. Panzerarmee im Raum östlich von Kielce umschlossen. Die sowjetische 3. Gardepanzerarmee nahm am 18. Januar Petrikau ein. Bei schweren Kämpfen mit sowjetischen Armeetruppen und polnischen Partisanen versuchten sich die deutschen Truppen als „wandernder Kessel“ die Verbindung mit der inzwischen weit nach Westen abgedrängten deutschen Front wiederherzustellen. Dabei wurde auch das XXXXII. A.K. Korps bis Ende Januar 1945 vernichtet. General Recknagel wurde am 23. Januar 1945 von Partisanen zwischen Petrikau und Tomaszów Mazowiecki erschossen.

## Führung
Kommandierende Generale
- General der Pioniere Walter Kuntze, 15. Februar 1940 – 24. Oktober 1941
- Generalleutnant Hans Graf von Sponeck, 24. – 29. Oktober 1941
- General der Infanterie Bruno Bieler, 29. Oktober 1941 – 1. Januar 1942
- General der Infanterie Franz Mattenklott, 1. Januar 1942 – 14. Juni 1944
- General der Infanterie Hermann Recknagel, 14. Juni 1944 – 23. Januar 1945